# Isacova, Orhei
Isacova este un sat din raionul Orhei, Republica Moldova.

## Denumirea satului
Există două versiuni cu privire la originea denumirii satului. Ambele au la bază o explicație antroponimică. Conform primei legende, foarte demult, fugind de turci, s-a oprit în aceste locuri un oarecare Isac. Fiind locul împădurit, se ocupa cu lemnăria, apoi și-a construit o moară. Făina care o cernea era foarte bună, de aceea veneau la el oameni din toate împrejurimile. Văzând că le vine greu să ajungă de departe oamenii se hotărâră să-și ridice case în apropierea morii. Cu timpul s-a format un sătuc mic, care a fost numit Isacova, după numele morarului.
O altă legendă spune că Isacova s-a pornit cu trei gospodării de răzeși: Cigodariu, Buciușcanu și altul Isac. Isac a fost mai în vârstă și numele lui l-a luat satul. Isacova s-a pornit a crește din partea din vale, de lângă râul Răut. Înmulțindu-se încet-încet, lumea a început să se mute în deal. Au mai făcut pe urmă încă o biserică. Așa s-ar fi întemeiat satul.

## Istorie
Isacova este un sat întemeiat de răzeși și mazili, ai căror urmași încă trăiesc în sat. Unul dintre întemeietorii satului este Durac cel bătrân, iar altul Danciul pârcălabul. Pentru prima dată, satul Isacova a fost menționat documentar în anul 1633, când Isac din Sinehău cumpăra părți de moșie pe râul Răut cu 70 de lei bătuți.
O altă atestare documentară din 1645 menționează demarcarea hotarului dintre satul Isacova și „târgul Orhei”. În 1725, Mihai Racoviță voievod reconfirma dreptul de proprietate al răzeșilor din Isacova și Morozeni asupra acestor moșii „pe care la trag după Danciul pârcălabul și Durac cel bătrân”.
În 1805 răzeșii din Isacova donează o parte din moșia lor mănăstirii Hirova, care arsese. Actul din 1 martie 1805 este semnat de răzeșii Deodor Coretchi, Iordachi Coretchi, Manole Dodon, Iftodi Petcul, Veliscu Carlan, Toader Postolachel, Nita Botocel, Toader Danga, Manole Cociova, Mihai Varlan, Constantin Mardare, Dumitrachi Danga, Chirica Ionascul, Vasile Nuor, Toader Costin, de Căpitanul Constantin și de Ion zat Danga.
Între anii 1918 și 1929 satul era reședința plășii Isacova din județul Orhei.
În 2017,  Veaceslav Ilieș, un meșter de acoperișuri din stuf, a restaurat casa buneilor lui Leonid Gomoja din Isacova, revenind la tendințele de bază a locuințelor din sat de pe vremuri.

## Geografie
Satul are o suprafață de circa 2,10 kilometri pătrați, cu un perimetru de 7,95 km. Se află la distanța de 12 km de orașul Orhei și la 57 km de Chișinău.

## Administrație și politică
Componența Consiliului local Isacova (11 consilieri), ales la 5 noiembrie 2023, este următoarea:
|  | Partid                                        | Consilieri | Componență | Componență | Componență | Componență | Componență |
|  | --------------------------------------------- | ---------- | ---------- | ---------- | ---------- | ---------- | ---------- |
|  | Partidul Acțiune și Solidaritate              | 5          |            |            |            |            |            |
|  | Partidul Dezvoltării și Consolidării Moldovei | 5          |            |            |            |            |            |
|  | Partidul Nostru                               | 1          |            |            |            |            |            |

## Personalități
- Teodor Uncu (1887/1881–1940), membru al Sfatului Țării
- Gavril Buciușcan (1889-1937), membru al Sfatului Țării